# Sainte-Sabine-Born
Sainte-Sabine-Born korábbi község Franciaországban, Dordogne megyében. Lakosainak száma 372 fő (2018. január 1.). Sainte-Sabine-Born Saint-Léon-d’Issigeac, Naussannes, Nojals-et-Clotte, Rampieux, Rayet, Rives, Mazières-Naresse, Sainte-Radegonde és Faurilles községekkel határos.
2016. január 1-jén három másik korábbi községgel egyesült és az így létrejött Beaumontois en Périgord új község része lett.

## Népesség
A település népessége az elmúlt években az alábbi módon változott:
| Lakosok száma | 527  | 387  | 383  | 353  | 342  | 379  | 389  | 385  | 367  | 372  |
|               | 1962 | 1968 | 1982 | 1990 | 1999 | 2008 | 2011 | 2013 | 2017 | 2018 |